# Szegedi Mihály (tanár)
Mezőszegedi Szegedi Mihály (Sümeg, 1706. október 23. – Gyöngyös, 1752. január 23.) bölcseleti és teológiai doktor, Jézus-társasági áldozópap és tanár.

## Életpályája
Édesapja mezőszegedi Szegedy Ferenc (†1732) vasi főszolgabíró, követ és édesanyja chernelházi Chernel Mária volt. 1724. október 14-én lépett a rendbe; a szerzetesi fogadalmak letétele után bölcseleti és teológiai doktorátust nyert. Előbb Nagyszombatban volt a szónoklat tanára, azután Kassán és ismét Nagyszombatban három évig a bölcseletet tanította. Később a teológiai karhoz helyezték át tanárnak, mint ilyen Kassán és Győrben buzgólkodott. Végül a gyöngyösi rendházat kormányozta.

## Munkái
- De institutione juventutis Hungaricae dialogus. Tyrnaviae, 1735
- Epistolae miscellae... A poetis Cassoviensibus dicatae anno 1739. Cassoviae
- Palatium Regni Hungariae, Palatinos ad annos 1315. compledtens. Uo. 1740
- Res gestae in Hungaria anno 1667. et 5 sequentibus, Conjurationem Vesselianam et Religionis incrementa complectentes. Uo. 1740
- Res gestae in Hungaria ab anno Christi 673 ad annum 1618. Tyrnaviae, 1642
- Prima orbis hungarici lilia... promotore... 1742. Uo.
- Dicsőséges Szent Józsefnek Isten-előtt nagy érdeme... Uo. 1742
- Homo sanctus in sapientia, a bölcsességben szentül maradó embernek naphoz hasonló fényessége, az az: Halottas dicséret... Kis-Kerstyeney Hunyady István szentelt vitéz úrnak el-temetése alkalmatosságával... Örményben 1743. Sz. András hava 17. Uo. 1743
- Primatus Romani Pontificis adversus Cl. Joannem Baumassen, Lutheranum Theologum Hallensem adsertus. Uo. 1748 (és 1750. Uo.)
- A boldogságos szűz Mária szeplőtelen fogantatásának dicsősséges vallása; melyet... ünneplette Posonban 1750. Uo. 1750